# Midland Football League
De Midland Football League is een Engelse voetbalcompetitie met vier divisies op het negende tot en met het twaalfde niveau in de Engelse voetbalpiramide. Een gelijknamige competitie bestond in het verleden al drie keer eerder.

## Huidige Midland League
De huidige Midland League werd opgericht in 2014 door een fusie tussen de Midland Alliance en de Midland Combination.

### Clubs in het seizoen 2014/15
| Premier Division        |
| ----------------------- |
| AFC Wulfrunians         |
| Alvechurch              |
| Basford United          |
| Boldmere St Michaels    |
| Brocton                 |
| Causeway United         |
| Coleshill Town          |
| Continental Star        |
| Coventry Sphinx         |
| Dunkirk                 |
| Heath Hayes             |
| Kirby Muxloe            |
| Long Eaton United       |
| Loughborough University |
| Lye Town                |
| Quorn                   |
| Rocester                |
| Shepshed Dynamo         |
| Stourport Swifts        |
| Tipton Town             |
| Walsall Wood            |
| Westfields              |

| Division One        |
| ------------------- |
| Alvis Sporting Club |
| Atherstone Town     |
| Bolehall Swifts     |
| Bromsgrove Sporting |
| Cadbury Athletic    |
| Coventry Copsewood  |
| Heather St Johns    |
| Highgate United     |
| Hinckley            |
| Lichfield City      |
| Littleton           |
| Nuneaton Griff      |
| Pelsall Villa       |
| Pershore Town       |
| Pilkington XXX      |
| Racing Club Warwick |
| Southam United      |
| Stafford Town       |
| Studley             |
| Uttoxeter Town      |

| Division Two        |
| ------------------- |
| Aston               |
| Barnt Green Spartak |
| Chelmsley Town      |
| Coton Green         |
| Coventry United     |
| Droitwich Spa       |
| Earlswood Town      |
| Fairfield Villa     |
| FC Glades Sporting  |
| Feckenham           |
| Hampton             |
| Kenilworth Town KH  |
| Knowle              |
| Leicester Road      |
| Paget Rangers       |
| Sutton United       |

| Division Three           |
| ------------------------ |
| Alcester Town            |
| Austrey Rangers          |
| Badsey Rangers           |
| Barton United            |
| Boldmere Sports & Social |
| Burntwood Town           |
| Enville Athletic         |
| FC Stratford             |
| Inkberrow                |
| Leamington Hibernian     |
| Northfield Town          |
| Perrywood                |
| Redditch Borough         |
| Rostance Edwards         |
| Smithswood               |

## Midland League (1889-1960)
De eerste Midland League werd één jaar na de oprichting van de Football League opgericht en was de tweede competitie voor professionele clubs. In het eerste seizoen speelden er 11 clubs, waarvan er later vier in de Football League gingen spelen. De 11 clubs kwamen uit niet minder dan zes verschillende graafschappen.
In de begindagen werd de kampioen vaak toegelaten tot de Football League en werden clubs die niet herkozen werden vaak in de Midland League geplaatst. Lincoln City en Doncaster Rovers wisselden nogal eens tussen beide competities.
In 1894/95 was Derby County de eerste Football League club die zijn reserveteam in de Midland League plaatste. Binnen tien jaar bestond de helft van de clubs uit reserveteams.
Zoals bijna alle competities werd ook de Midland League stilgelegd tijdens de Eerste Wereldoorlog. Toen de competitie hervatte voor het seizoen 1919/20 werden er enkele wijzigingen doorgevoerd. Drie clubs (Chesterfield, Halifax Town en Lincoln City) sloten zich aan bij de Football League toen daarin een derde divisie werd opgericht. De reserveteams verlieten bijna allemaal de competitie, en er volgden nog clubs die naar de Football League verhuisden (York City in 1929 en Mansfield Town in 1932.
Door de Tweede Wereldoorlog werd de competitie opnieuw stilgelegd en hervatte in 1945. Voor het seizoen 1946/47 schreven zich 24 clubs in. Peterborough United won vijf titels op rij tussen 1956 en 1960. In 1958 verlieten de laatste reserveteams de competitie waardoor er nog maar negen clubs overbleven. De Midland League werd gered door de opheffing van de North Eastern League, omdat ook daar reserveteams vertrokken. De Midland League ving alle overgebleven clubs op.
De competitie kwam toch aan haar einde toen de Northern Counties League werd opgericht in 1960 en alle clubs uit de voormalige North Eastern League naar deze competitie verhuisden. Peterborough United werd tot de Football League toegelaten, en is daarmee de laatste Midland League-club die dit bewerkstelligde. De Midland League werd vervolgens opgeheven door een gebrek aan clubs.

## Midland Counties League (1961-1982)
Na één jaar zonder Midland League werd de competitie opnieuw opgericht, maar nu als Midland Counties League. Echter, in de volksmond was het meestal wel Midland League.
Enkele clubs die in het verleden in de Midland League speelden sloten zich opnieuw aan. In 1968 raakte de competitie de vier sterkste clubs kwijt aan de Northern Premier League, maar nu was de competitie wel sterk en stabiel en er waren meer inschrijvingen dan dat er plaatsen waren. Om dit op te lossen kwam er in het seizoen 1975/76 een Division Two, die later Division One werd, toen de beste clubs van de competitie een nieuwe Premier Division begonnen.
In 1982 fuseerde de Midland League met de Yorkshire League, waardoor de Northern Counties East League ontstond. Deze competitie werd een leverancier voor de Northern Premier League.

## Midland League (1994-2005)
In 1984 werd de Staffordshire Senior League opgericht en rekruteerde clubs uit de regio Staffordshire. Om meer aanzien te winnen en daarmee meer clubs aan te kunnen trekken werd besloten de naam te veranderen in Midland League met ingang van het seizoen 1994/95. Er is geen direct verband met de oude Midland League en bovendien werd destijds op een ander niveau gevoetbald. De competitie leverde clubs voor de North West Counties League.
In de eerste drie seizoenen waren er drie divisies, maar vanaf 1997 slechts een. In 2005 volgde een fusie met de Staffordshire County League en zo ontstond de Staffordshire County Senior League. De naam Midland League werd toen niet meer gebruikt.

## Kampioenen
| - 1890 Lincoln City - 1891 Gainsborough Trinity - 1892 Rotherham Town - 1893 Rotherham Town - 1894 Burton Wanderers - 1895 Loughborough Town - 1896 Kettering Town - 1897 Doncaster Rovers - 1898 Mexborough Town - 1899 Doncaster Rovers - 1900 Kettering Town - 1901 Sheffield United Reserves - 1902 Barnsley Reserves - 1903 Sheffield Wednesday Reserves - 1904 Sheffield United Reserves - 1905 Sheffield United Reserves - 1906 Sheffield Wednesday Reserves - 1907 Sheffield United Reserves - 1908 Sheffield Wednesday Reserves - 1909 Lincoln City - 1910 Chesterfield | - 1911 Grimsby Town - 1912 Rotherham County - 1913 Rotherham County - 1914 Rotherham County - 1915 Rotherham County - 1920 Chesterfield - 1921 Lincoln City - 1922 Worksop Town - 1923 Sheffield Wednesday Reserves - 1924 Mansfield Town - 1925 Mansfield Town - 1926 Mexborough Town - 1927 Scunthorpe & Lindsey United - 1928 Gainsborough Trinity - 1929 Mansfield Town - 1930 Scarborough - 1931 Grimsby Town Reserves - 1932 Bradford Park Avenue Reserves - 1933 Grimsby Town Reserves - 1934 Grimsby Town Reserves - 1935 Barnsley Reserves | - 1936 Barnsley Reserves - 1937 Barnsley Reserves - 1938 Shrewsbury Town - 1939 Scunthorpe & Lindsey United - 1940 Peterborough United - 1946 Shrewsbury Town - 1947 Grimsby Town Reserves - 1948 Shrewsbury Town - 1949 Gainsborough Trinity - 1950 Nottingham Forest Reserves - 1951 Nottingham Forest Reserves - 1952 Nottingham Forest Reserves - 1953 Nottingham Forest Reserves - 1954 Nottingham Forest Reserves - 1955 Notts County Reserves - 1956 Peterborough United - 1957 Peterborough United - 1958 Peterborough United - 1959 Peterborough United - 1960 Peterborough United |